# Фес — Бульман
Фес — Бульман (араб. فاس بولمان) — один із шістнадцяти колишніх регіонів Марокко. Існував у 1997—2015 роках на півночі Марокко. Мав населення 1 808 295 осіб (перепис 2014 року). Адміністративний центр — Фес.
Фес — Бульман складався з однієї префектури та трьох провінцій. Регіон було ліквідовано у вересні 2015 року у зв'язку з адміністративною реформою Марокко. В новоутворений регіон Фес — Мекнес увійшли три колишні регіони: Фес — Бульман, Таза — Ель-Хосейма — Таунат та Мекнес — Тафілалет.